# Конкакафов Златни куп у фудбалу за жене 2002.
Конкакафов Златни куп у фудбалу за жене 2002. је било шесто издање Конкакафовог шампионата, међународног женског фудбалског турнира за нације Северне Америке, Централне Америке и Кариба у организацији Конкакафа. Турнир је одржан у Сијетлу, Вашингтон, Сједињене Државе и Ванкуверу, Британска Колумбија, Канада. Победнички тим, Сједињене Државе, и другопласирани, Канада, квалификовали су се за Светско првенство у фудбалу за жене 2003. САД су касније добиле право домаћинства турнира 2003. године, заменивши Кину због избијања САРС-а. Трећепласирани Мексико играо је против Јапана у два меча плеј-офа за квалификације.

## Земље учеснице
Учествовало је осам националних фудбалских репрезентација из конфедерације Конкакафа, подељених у две групе:
| Земље учеснице    | Земље учеснице   | Земље учеснице | Земље учеснице | Земље учеснице |
| ----------------- | ---------------- | -------------- | -------------- | -------------- |
| Јамајка           | Сједињене Државе | Канада         | Хаити          |                |
| Тринидад и Тобаго | Мексико          | Костарика      | Панама         |                |

## Завршни турнир

### Прва рунда

#### Група А
| Екипа             | Бод | Ута | Поб | Нер | Изг | ГД | ГП |
| ----------------- | --- | --- | --- | --- | --- | -- | -- |
| Сједињене Државе  | 9   | 3   | 3   | 0   | 0   | 15 | 0  |
| Мексико           | 6   | 3   | 2   | 0   | 1   | 7  | 4  |
| Панама            | 3   | 3   | 1   | 0   | 2   | 5  | 16 |
| Тринидад и Тобаго | 0   | 3   | 0   | 0   | 3   | 2  | 9  |

| Тринидад и Тобаго                         | 2 : 4 | Панама                                                 |
| ----------------------------------------- | ----- | ------------------------------------------------------ |
| Мејли Атин-Џонсон 42’ · Таша Ст. Луис 66’ |       | Мариценија Бедоја 30’ · Амарелис Де Мера 35’, 61’, 64’ |

| Сједињене Државе                                        | 3 : 0 | Мексико |
| ------------------------------------------------------- | ----- | ------- |
| Ели Вагнер 5’ · Синди Перлоу 42’ · Шанон Макмилан 90+3’ |       |         |

| Сједињене Државе                                           | 3 : 0 | Тринидад и Тобаго |
| ---------------------------------------------------------- | ----- | ----------------- |
| Синди Перлоу 19’ · Бренди Честејн 54’ · Тифени Милбрет 63’ |       |                   |

| Мексико                                                                                     | 5 : 1 | Панама              |
| ------------------------------------------------------------------------------------------- | ----- | ------------------- |
| Елизабет Гомез 4’, 22’ (пен.) · Руби Сендовал 37’ · Фатима Лејва 65’ · Марибел Домингез 78’ |       | Диана Валдерама 26’ |

| Мексико                | 2 : 0 | Тринидад и Тобаго |
| ---------------------- | ----- | ----------------- |
| Моника Херардо 3’, 60’ |       |                   |

| Сједињене Државе                                                                                    | 9 : 0 | Панама |
| --------------------------------------------------------------------------------------------------- | ----- | ------ |
| Тифани Милбрет 3’, 5’, 9’, 23’, 34’ · Шенон Мекмилан 11’, 14’ · Тифани Робертс 40’ · Еби Вамбах 86’ |       |        |

#### Група Б
| Екипа     | Бод | Ута | Поб | Нер | Изг | ГД | ГП |
| --------- | --- | --- | --- | --- | --- | -- | -- |
| Канада    | 9   | 3   | 3   | 0   | 0   | 23 | 1  |
| Костарика | 6   | 3   | 2   | 0   | 1   | 7  | 3  |
| Хаити     | 3   | 3   | 1   | 0   | 2   | 3  | 17 |
| Јамајка   | 0   | 3   | 0   | 0   | 3   | 1  | 13 |

| Јамајка | 0 : 2 | Костарика            |
| ------- | ----- | -------------------- |
|         |       | Меган Чавез 43’, 69’ |

| Канада | 11 : 1 | Хаити              |
| --- | ------ | ------------------ |
| Чермејн Хупер 6’, 26’, 32’ · Силвана Буртини 11’, 84’ · Кристин Синклер 16’, 43’, 71’, 86’ · Кендис Чапмен 30’ · Џудит Фенелон 79’ (а.г.) |        | Кенсија Марсеј 14’ |

| Хаити | 0 : 5 | Костарика                                                         |
| ----- | ----- | ----------------------------------------------------------------- |
|       |       | Ширли Круз 53’, 68’ · Меган Чавез 62’, 87’ · Ксиомара Брисењо 90’ |

| Канада | 9 : 0 | Јамајка |
| --- | ----- | ------- |
| Кристин Синклер 13’, 78’ · Чермејн Хупер 20’ · Еми Валш 42’ · Кара Ланг 45’, 63’, 84’, 90’ · Ренди Хермус 55’ |       |         |

| Јамајка     | 1 : 2 | Хаити         |
| ----------- | ----- | ------------- |
| Синклер 59’ |       | Жилс 13’, 56’ |

| Канада                                       | 3 : 0 | Костарика |
| -------------------------------------------- | ----- | --------- |
| Чермејн Хупер 28’, 42’ · Кристин Синклер 47’ |       |           |

### Нокаут фаза

#### Полуфинале
Победник се квалификовао за Светско првенство у фудбалу за жене 2003.
| Канада                                                       | 2 : 0    | Мексико |
| ------------------------------------------------------------ | -------- | ------- |
| - Диоселина Валдерама 10’ (а.г.) - Елизабет Гомез 70’ (а.г.) | Извештај |         |

| Сједињене Државе | 7 : 0    | Костарика |
| --- | -------- | --------- |
| - Синди Перлоу 30’, 49’, 52’ - Ејнџела Хаклес 65’ - Синтија Лопез 79’ (а.г.) - Шенон Мекмилан 87’ - Кристин Лили 90’ | Извештај |           |

#### Утакмица за треће место
Победник се квалификовао за Квалификације за Светско првенство за жене 2003. (плеј-оф Конкакаф−АФК).
| Мексико                                                           | 4 : 1 | Костарика        |
| ----------------------------------------------------------------- | ----- | ---------------- |
| - Моника Гонзалез 13’ - Ирис Мора 37’ - Марибел Домингез 66’ (82) |       | - Ширли Круз 26’ |

#### Финале
| Сједињене Државе                   | 2 : 1    | Канада                |
| ---------------------------------- | -------- | --------------------- |
| - Тифени Милбрет 27’ - Миа Хам 94' | Извештај | - Чермејн Хупер 45+1’ |

## Достигнућа
- Највреднији играч (MVP) (изабрали новинари):  Тифени Милбрет (САД)
- Златна копачка:  Кристин Синклер,  Тифени Милбрет,  Чермејн Хупер (по 7. голова)
- Златна рукавица (изабрала техничка група):  Џенифер Молина
- Фер-плеј:  Костарика